# Xã Mendon, Quận Clayton, Iowa
Xã Mendon (tiếng Anh: Mendon Township) là một xã thuộc quận Clayton, tiểu bang Iowa, Hoa Kỳ. Năm 2010, dân số của xã này là 1.888 người.